# أولريكه مرتيزاكر
أولريكه مرتيزاكر (بالألمانية: Ulrike Mertesacker) مواليد 25 أبريل 1984 في أوشاتس، ألمانيا، هي لاعبة كرة يد ألمانية تلعب كجناح أيمن. مثلت منتخب ألمانيا لكرة اليد للسيدات.

## روابط خارجية
- أولريكه مرتيزاكر على موقع الاتحاد الأوروبي لكرة اليد (الإنجليزية)